# 트할
트할(본명: 박권혁, 1998년 11월 13일 ~ )은 대한민국의 리그 오브 레전드 프로게이머로 아이디는 Thal이다. 포지션은 탑 라이너이다.

## 선수 생활
2016년 6월 3일, Apex 프라이드에 입단했다. 
2016년 6월, ZTR 게이밍에 입단했다.
2017년 4월에는 레드 불즈에 입단했다. 2017 서머 시즌 EUCS 서유럽 예선을 통과, 최종예선도 통과하면서 팀의 2부리그 진출에 기여했다.
2018시즌을 앞두고 SK텔레콤 T1에 입단했다. 스프링 시즌 운타라와 주전 경쟁을 하였으며 점차 팀의 주전으로 낙점받았다. 하지만 좋지 못한 모습을 보여주었다. 서머 시즌에서는 스프링 시즌 더 좋지 못한 폼을 보여주면서 팀의 구멍으로 자리잡고 말았다. 리프트 라이벌즈 2018에 출전했지만 리프트 라이벌즈에서는 좋지 못한 모습을 다시 보여주었다.
2019시즌을 앞두고 한화생명 e스포츠에 입단했다. 스프링 시즌에서는 반등한 모습을 보여주었지만 팀이 부진하게 되면서 좋지 못한 모습을 보여주었다. 서머 시즌에서도 좋지 못한 모습을 이어나갔다.
2020시즌을 앞두고 서라벌 게이밍에 입단했다. 스프링 시즌 팀의 챌린저스 우승에 기여했다. 승강전에서는 주전으로 출전했지만 팀의 승격에 실패했다. 스프링 시즌 종료 후 팀에서 퇴단했다.
2021시즌을 앞두고 에드워드 게이밍에 합류하는 듯 했으나 최종적으로는 이적에 실패했다.

## 소속팀
| # | 팀명             | 소속 기간              | 소속 리그 | 비고 |
| - | ---------------- | ---------------------- | --------- | ---- |
| 1 | Apex 프라이드    | °2016.06.03~2016.06.10 |           |      |
| 2 | ZTR 게이밍       | 2016.06~2016.12        | LSPL      |      |
| 3 | 레드 불즈        | 2017.04~2018.01.07     |           |      |
| 4 | SK텔레콤 T1      | 2018.01.08~2018.11.20  | LCK       |      |
| 5 | 한화생명 e스포츠 | 2018.11.23~2019.10.16  | LCK       |      |
| 6 | 서라벌 게이밍    | 2019.12.02~2020.04.30  | CK        |      |

## 수상 내역
- 리프트 라이벌즈 2018 준우승
- 리그 오브 레전드 챌린저스 코리아 스프링 2020 우승